# Umbrina wintersteeni
Umbrina wintersteeni är en fiskart som beskrevs av Walker och Radford 1992. Umbrina wintersteeni ingår i släktet Umbrina och familjen havsgösfiskar. IUCN kategoriserar arten globalt som otillräckligt studerad. Inga underarter finns listade i Catalogue of Life.